# اوا جنتری (هاوایی)
اوا جنتری (به انگلیسی: ʻEwa Gentry) یک منطقهٔ مسکونی در ایالات متحده آمریکا است. اوا جنتری ۰٫۸ کیلومتر مربع مساحت و ۲۲٬۶۹۰ نفر جمعیت دارد و ۱۲ متر بالاتر از سطح دریا واقع شده‌است.